# Campionat de Catalunya d'atletisme - 4x100 metres llisos
Els 4x100 metres llisos és una prova del Campionat de Catalunya d'atletisme que es realitza des del 1923 en categoria masculina i des del 1931 en categoria femenina.
El primer cop que es va disputar la prova dels 4x100 metres llisos en el campionat de Catalunya fou l'any 1923, en el qual els atletes del FC Barcelona Joaquim Maria Casas, J. Casas, A. Dubois i M. Vintró van guanyar la prova amb un temps de 49.9 segons. La primera prova femenina es disputà l'any 1931 i fou guanyat pel Club Femení i d'Esports, amb les germanes Rosa i Mercè Castelltort, Carme Pascó i Maria Morros Navarro. En aquesta edició la prova es disputà sobre la distància de 4x50 metres. L'any 1932 tornà a guanyar el Club Femení, sobre 4x75 metres, i el 1933 repetí sobre 4x100 metres llisos. L'any 1934 no es disputà la prova femenina, i els dos anys següents es tornà a disputar, novament sobre 4x75 metres. Amb l'arribada del Franquisme les dones deixaren de competir en el campionat. Els anys 1947 i 1948, de forma aïllada, es disputaren proves femenines amb victòries del Club Esportiu Júpiter. A partir de 1961 es reprengué la prova femenina de forma definitiva. Totes les proves femenines disputades des dels anys quaranta ja van ser sempre relleus sobre 100 metres.
Fins a l'any 2024 la secció d'atletisme del FC Barcelona és l'equip amb més títols, amb 37 triomfs en categoria masculina i 17 en femenina. En categoria masculina segueixen el GEiEG de Girona (15 triomfs), el Natació Barcelona (14 triomfs) i l'Agrupació Atlètica Catalunya (9 triomfs). En categoria femenina els següents clubs amb més títols són L'Hospitalet Atletisme i AA Catalunya (11 triomfs cadascun) i Gimnàstic Barcelonès i Universitari (4 triomfs cadascun).

## Historial
Llegenda
| Prova disputada sobre una distància de 4 x 50 metres llisos.  |
| Prova disputada sobre una distància de 4 x 75 metres llisos.  |
| Prova disputada sobre una distància de 4 x 100 metres llisos. |

| Edició   | Data | Competició masculina              | Competició masculina                                                | Competició masculina              | Competició femenina                     | Competició femenina                               | Competició femenina                     | refs.       |
| Edició   | Data | Club                              | Atletes                                                             | Temps                             | Club                                    | Atletes                                           | Temps                                   | refs.       |
| -------- | ---- | --------------------------------- | ------------------------------------------------------------------- | --------------------------------- | --------------------------------------- | ------------------------------------------------- | --------------------------------------- | ----------- |
| VI       | 1923 | FC Barcelona                      | J.Casas-A.Dubois-M.Vintró-R.Casas                                   | 49.9                              | la categoria femenina començà el 1931   | la categoria femenina començà el 1931             | la categoria femenina començà el 1931   | [ 2 ] [ 3 ] |
| VII      | 1924 | FC Barcelona                      | V.Cebrián-Ll.Bota-F.Pont-J.Junquera                                 | 48.2                              | la categoria femenina començà el 1931   | la categoria femenina començà el 1931             | la categoria femenina començà el 1931   | [ 2 ] [ 4 ] |
| VIII     | 1925 | FC Barcelona                      | J.Junquera-V.Cebrián-F.Pont-D.Aiximeno                              | 48.4                              | la categoria femenina començà el 1931   | la categoria femenina començà el 1931             | la categoria femenina començà el 1931   | [ 2 ]       |
| IX       | 1926 | FC Barcelona                      | D.Aiximeno-A.Durà-J.Farré-Rodón                                     | 48.8                              | la categoria femenina començà el 1931   | la categoria femenina començà el 1931             | la categoria femenina començà el 1931   | [ 2 ]       |
| X        | 1927 | CE Terrassa                       | M.Boada-S.Indurain-Roig-J.Pauls                                     | 46.6                              | la categoria femenina començà el 1931   | la categoria femenina començà el 1931             | la categoria femenina començà el 1931   | [ 2 ]       |
| XI       | 1928 | FC Barcelona                      | J.Roca-A.Jovanet-C.Cairó-Rodón                                      | 47.4                              | la categoria femenina començà el 1931   | la categoria femenina començà el 1931             | la categoria femenina començà el 1931   | [ 2 ]       |
| XII      | 1929 | FC Badalona                       | S.Seriol-J.Tugas-J.Culí-J.Olivé                                     | 46.8                              | la categoria femenina començà el 1931   | la categoria femenina començà el 1931             | la categoria femenina començà el 1931   | [ 2 ]       |
| XIII     | 1930 | FC Badalona                       | M.Consegal-J.Tugas-J.Culí-J.Olivé                                   | 45.8                              | la categoria femenina començà el 1931   | la categoria femenina començà el 1931             | la categoria femenina començà el 1931   | [ 2 ]       |
| XIV      | 1931 | FC Badalona                       | M.Consegal-J.Xicota-J.Tugas-Ll.Sereix                               | 46.6                              | Club Femení i E.                        | M.Castelltort-C.Pascó-R.Castelltort-M.Navarro     | 29.0                                    | [ 2 ]       |
| XV       | 1932 | FC Barcelona                      | J.Roca-J.Junquera-J.Anselmi-M.Arévalo                               | 45.2                              | Club Femení i E.                        | D.Castelltort-C.Sugranyes-R.Castelltort-M.Navarro | 40.6                                    | [ 2 ]       |
| XVI      | 1933 | GEiEG                             | Rosquelles-J.Amat-F.Colomer-O.Ballestero                            | 46.8                              | Club Femení i E.                        | E.Trepat-T.Tubau-C.Sugranyes-M.Navarro            | 1:01.0                                  | [ 2 ]       |
| XVII     | 1934 | Júnior FC                         | Miralles-P.Ricart-R.Serrahima-M.Rodriguez                           | 45.4                              | no es disputà per manca de participants | no es disputà per manca de participants           | no es disputà per manca de participants | [ 2 ]       |
| XVIII    | 1935 | BUC                               | Farré-E.Bravo-M.Consegal-M.Arévalo                                  | 46.1                              | FAEGE                                   | C.Andreo-M.Carrión-C.Trepat-E.Trepat              | 46.8                                    | [ 2 ]       |
| XIX      | 1936 | GEiEG                             | J.Duran-R.Mas-T.Colomer-Soms                                        | 45.4                              | Palestra                                | Ll.Giró-Pujolá-M.Giró-C.Romeu                     | 45.1                                    | [ 2 ]       |
| -        | 1937 | no es disputà per la Guerra Civil | no es disputà per la Guerra Civil                                   | no es disputà per la Guerra Civil | no es disputà per la Guerra Civil       | no es disputà per la Guerra Civil                 | no es disputà per la Guerra Civil       |             |
| -        | 1938 | no es disputà per la Guerra Civil | no es disputà per la Guerra Civil                                   | no es disputà per la Guerra Civil | no es disputà per la Guerra Civil       | no es disputà per la Guerra Civil                 | no es disputà per la Guerra Civil       |             |
| -        | 1939 | no es disputà per la Guerra Civil | no es disputà per la Guerra Civil                                   | no es disputà per la Guerra Civil | no es disputà per la Guerra Civil       | no es disputà per la Guerra Civil                 | no es disputà per la Guerra Civil       |             |
| XX       | 1940 | FC Barcelona                      | sense dades                                                         | 47.0                              | N/D                                     | N/D                                               | N/D                                     | [ 2 ]       |
| XXI      | 1941 | FC Barcelona                      | E.Piferrer-Franci-Viguer-S.Mercadé                                  | 46.5                              | N/D                                     | N/D                                               | N/D                                     | [ 2 ]       |
| XXII     | 1942 | FC Barcelona                      | J.Anselmi-J.Roca-S.Mercadé-V.Aracil                                 | 46.0                              | N/D                                     | N/D                                               | N/D                                     | [ 2 ]       |
| XXIII    | 1943 | FC Barcelona                      | M.Gené-E.Matali-S.Mercadé-V.Aracil                                  | 45.8                              | N/D                                     | N/D                                               | N/D                                     | [ 2 ]       |
| XXIV     | 1944 | FC Barcelona                      | J.Bordons-C.Salom-E.Matali-V.Aracil                                 | 47.4                              | N/D                                     | N/D                                               | N/D                                     | [ 2 ]       |
| XXV      | 1945 | FC Barcelona                      | F.Belmonte-E.Matali-J.Roca-C.Salom                                  | 47.3                              | N/D                                     | N/D                                               | N/D                                     | [ 2 ]       |
| XXVI     | 1946 | FC Barcelona                      | C.Salom-J.Rovira-S.Junqueras-F.Belmonte                             | 45.7                              | N/D                                     | N/D                                               | N/D                                     | [ 2 ]       |
| XXVII    | 1947 | CN Barcelona                      | J.Tarrida-J.Gaspar-E.Sales-R.Navarro                                | 44.7                              | CE Júpiter                              | E.Montejano-A.Arcusa-R.Carbonell-A.Martorell      | 1:06.5                                  | [ 2 ]       |
| XXVIII   | 1948 | RCD Espanyol                      | J.Parellada-V.Torres-A.Murga-F.Sanchez                              | 45.8                              | CE Júpiter                              | A.Martorell-M.Almirall-A.Arcusa-M.Portolés        | 1:02.3                                  | [ 2 ]       |
| XXIX     | 1949 | FC Barcelona                      | H.Portolés-J.Rovira-S.Mercadé-F.Belmonte                            | 46.0                              | N/D                                     | N/D                                               | N/D                                     | [ 2 ]       |
| XXX      | 1950 | CN Barcelona                      | E.Ichasmendi-J.Bellostas-R.Navarro-J.Millán                         | 45.6                              | N/D                                     | N/D                                               | N/D                                     | [ 2 ]       |
| XXXI     | 1951 | CN Barcelona                      | S.Junqueras-J.Formica-J.Pradell-J.Bellostas                         | 44.8                              | N/D                                     | N/D                                               | N/D                                     | [ 2 ]       |
| XXXII    | 1952 | CN Barcelona                      | J.Estrems-J.Millás-J.Bellostas-P.Garriga Nogués                     | 45.0                              | N/D                                     | N/D                                               | N/D                                     | [ 2 ]       |
| XXXIII   | 1953 | CN Barcelona                      | J.Pagés-J.Estrems-J.Bassas-A.Badía                                  | 45.5                              | N/D                                     | N/D                                               | N/D                                     | [ 2 ]       |
| XXXIV    | 1954 | CN Barcelona                      | A.Roca-J.Millás-J.Ferrer-J.Formica                                  | 44.4                              | N/D                                     | N/D                                               | N/D                                     | [ 2 ]       |
| XXXV     | 1955 | CN Barcelona                      | J.Estrems-E.Ichasmendi-R.Carretero-X.Pagès                          | 44.7                              | N/D                                     | N/D                                               | N/D                                     | [ 2 ]       |
| XXXVI    | 1956 | FC Barcelona                      | J.Bou-F.Ruf-A.Portolés-A.Salvatella                                 | 44.1                              | N/D                                     | N/D                                               | N/D                                     | [ 2 ]       |
| XXXVII   | 1957 | CA Stadium                        | JJ.Parellada-X.Pagès-R.Carretero-E.Ichasmendi                       | 43.2                              | N/D                                     | N/D                                               | N/D                                     | [ 2 ]       |
| XXXVIII  | 1958 | CN Barcelona                      | A.Roca-E.Ichasmendi-R.Carretero-J.Ll.Batalla                        | 44.0                              | N/D                                     | N/D                                               | N/D                                     | [ 2 ]       |
| XXXIX    | 1959 | CN Barcelona                      | C.Viladevall-J.Culleré-A.Roca-E.Ichasmendi                          | 44.2                              | N/D                                     | N/D                                               | N/D                                     | [ 2 ]       |
| XL       | 1960 | FC Barcelona                      | J.M.Granell-J.Acosta-A.Portolés-A.Salvatella                        | 44.0                              | N/D                                     | N/D                                               | N/D                                     | [ 2 ]       |
| XLI      | 1961 | FC Barcelona                      | J.Fortuño-Campins-A.Portolés-A.Salvatella                           | 44.3                              | CE Hispano Francès                      | M.Passant-E.Gossé-M.Ll.Consegal-M.E.Fumadó        | 55.6                                    | [ 2 ]       |
| XLII     | 1962 | CN Barcelona                      | A.Betriu-J.Pont-C.Casadevall-H.Schäfer                              | 44.3                              | CA Linterna Roja                        | H.Bayarri-Lorenzo-V.Coy-A.M.Gibert                | 56.5                                    | [ 2 ]       |
| XLIII    | 1963 | RCD Espanyol                      | J.López-R.Porta-V.Febrer-F.Font                                     | 43.6                              | CE Hispano Francès                      | S.Armengol-M.Passant-C.González-M.Ll.Consegal     | 56.6                                    | [ 2 ]       |
| XLIV     | 1964 | FC Barcelona                      | A.Cazorla-M.Consegal-L.Romero-A.Salvatella                          | 44.1                              | FC Barcelona                            | C.González-V.Coy-N.Cánovas-I.Montaña              | 55.0                                    | [ 2 ] [ 5 ] |
| XLV      | 1965 | FC Barcelona                      | sense dades                                                         | 44.9                              | FC Barcelona                            | sense dades                                       | 54.3                                    | [ 2 ]       |
| XLVI     | 1966 | FC Barcelona GEiEG                | R.Edo-J.Martínez-M.Consegal-V.Febrer R.Casabó-García-Jofre-P.Aguadé | 44.2                              | CE Universitari                         | Gibert-Bouza-Lorenzo-Martínez                     | 54.8                                    | [ 2 ]       |
| XLVII    | 1967 | JA Sabadell                       | V.García-E.Miralles-J.M.Pérez-J.Seguí                               | 44.3                              | CE Universitari                         | Martínez-Feu-Ferrer-Gibert                        | 53.1                                    | [ 2 ]       |
| XLVIII   | 1968 | GEiEG                             | F.Frauca-Saló-Reug-P.Aguadé                                         | 44.1                              | FC Barcelona                            | Garcia-Coy-Cánovas-Montaña                        | 52.0                                    | [ 2 ]       |
| XLIX     | 1969 | GEiEG                             | F.Frauca-Noguès-Daunis-P.Aguadé                                     | 44.0                              | CN Reus Ploms                           | Sardà-Ribas-Vallduví-Grifoll                      | 53.2                                    | [ 2 ]       |
| L        | 1970 | GEiEG                             | F.Frauca-R.Casabó-J.Roca-P.Aguadé                                   | 44.7                              | CN Barcelona                            | L.Pérez-N.Recuero-E.Solà-I.Montañà                | 53.7                                    | [ 2 ]       |
| LI       | 1971 | CE Universitari                   | JJ.Parellada-J.L.López Cancho-B.de Sola-F.Castro                    | 42.5                              | FC Barcelona                            | E.de Mas-N.González-T.Morales-V.Coy               | 53.1                                    | [ 2 ]       |
| LII      | 1972 | FC Barcelona                      | G.Prieto-P.Aguadé-F.González-X.Martínez                             | 44.0                              | CE Universitari                         | C.Ortí-M.Gomis-M.Ribelles-P.Freixa                | 52.4                                    | [ 2 ]       |
| LIII     | 1973 | CE Universitari                   | JJ.Parellada-J.A.Capellada-F.J.Espinach-J.A.López                   | 42.5                              | CE Universitari                         | M.Tomàs-C.Noguès-C.Ortí-M.Ribelles                | 50.4                                    | [ 2 ]       |
| LIV      | 1974 | FC Barcelona                      | sense dades                                                         | 42.0                              | CE Universitari                         | sense dades                                       | 50.5                                    | [ 2 ]       |
| LV       | 1975 | FC Barcelona                      | J.Lloveras-B.de Sola-P.Aguadé-J.Martínez                            | 42.2                              | CG Barcelonès                           | I.Montañà-A.Dalmau-A.Laiseca-O.Dalmau             | 49.7                                    | [ 2 ] [ 6 ] |
| LVI      | 1976 | CN Reus Ploms                     | A.Brufau-J.Altés-J.Escuer-L.Colomés                                 | 45.0                              | CN Reus Ploms                           | C.Calvo-F.Guasch-E.Vila-M.López                   | 56.0                                    | [ 2 ]       |
| LVII     | 1977 | CN Barcelona                      | A.Borrás-F.Macian-A.Parellada-J.Carbonell                           | 42.5                              | CG Barcelonès                           | I.Montaña-A.Laiseca-P.García-M.J.Torres           | 49.6                                    | [ 2 ]       |
| LVIII    | 1978 | CN Reus Ploms                     | J.Cerdà-F.Franquès-J.M.Gavaldà-A.Brufau                             | 43.8                              | FC Barcelona                            | L.García-C.Sans-M.J.Isla-O.Martorell              | 49.9                                    | [ 2 ]       |
| LIX      | 1979 | FC Barcelona                      | M.A.Arnau-J.Campderrós-M.Sales-JM.Povill                            | 41.6                              | FC Barcelona                            | Torres-Roca-García-Carne                          | 50.1                                    | [ 2 ]       |
| LX       | 1980 | CN Barcelona                      | O.Serrano-A.Ruiz-M.Reichardt-A.Baronet                              | 43.42                             | FC Barcelona                            | Torres-Colomer-Roca-Martorell                     | 49.70                                   | [ 2 ]       |
| LXI      | 1981 | FC Barcelona                      | S.Siquier-J.Campderrós-M.Sales-C.Rodríguez                          | 42.3                              | FC Barcelona                            | A.Llavina-C.Barba-C.Torrent-M.A.Arrainz           | 51.6                                    | [ 2 ]       |
| LXII     | 1982 | FC Barcelona                      | R.Diéguez-J.Campderrós-M.A.Arnau-J.Tolrà                            | 41.71                             | FC Barcelona                            | M.J.Torres-D.Vives-C.Sans-C.Barba                 | 48.33                                   | [ 2 ]       |
| LXIII    | 1983 | FC Barcelona                      | J.Moracho-S.Siquier-J.Campderrós-M.González                         | 41.71                             | FC Barcelona                            | Arrainz-Casares-Campo-C.Barba                     | 51.8                                    | [ 2 ]       |
| LXIV     | 1984 | FC Barcelona                      | C.Turró-E.Sebastiani-R.Diéguez-F.Caritj                             | 42.2                              | FC Barcelona                            | C.Barba-E.Valls-M.J.Isla-M.J.Torres               | 48.5                                    | [ 2 ]       |
| LXV      | 1985 | CN Barcelona                      | JC.Díez-A.Ruiz-A.Borràs-Gómez                                       | 42.5                              | CN Figueres                             | Revuelta-E.Velasco-N.Velasco-Almar                | 49.0                                    | [ 2 ]       |
| LXVI     | 1986 | no es disputà                     | no es disputà                                                       | no es disputà                     | no es disputà                           | no es disputà                                     | no es disputà                           | [ 2 ]       |
| LXVII    | 1987 | CN Barcelona                      | Palencia-Coma-Amorós-Borrás                                         | 42.24                             | no es disputà per manca de participants | no es disputà per manca de participants           | no es disputà per manca de participants | [ 2 ]       |
| LXVIII   | 1988 | FC Barcelona                      | Navarro-Hernández-Prat-Salvador                                     | 42.4                              | CG Barcelonès                           | Serra-Prat-Casanovas-Gómez                        | 48.5                                    | [ 2 ]       |
| LXIX     | 1989 | GEiEG                             | J.Fontané-Ll.Turón-A.Mayoral-F.Sellabona                            | 41.73                             | AE L'Hospitalet                         | Y.Díaz-A.Puig-I.Rodríguez-A.Hernández             | 47.35                                   | [ 2 ]       |
| LXX      | 1990 | GEiEG                             | A.Mayoral-Ll.Turón-J.Mayoral-F.Sellabona                            | 41.15                             | AE L'Hospitalet                         | S.Soriano-A.Puig-I.Rodríguez-Y.Díaz               | 46.99                                   | [ 2 ]       |
| LXXI     | 1991 | GEiEG                             | D.Sitjà-L.Gràcia-J.Mayoral-F.Sellabona                              | 41.61                             | CA Vic                                  | G.Antequera-E.Ruiz-F.Majó-M.Dalmau                | 49.36                                   | [ 2 ]       |
| LXXII    | 1992 | FC Barcelona                      | J.Salvador-J.Font-D.Bonet-I.Luque                                   | 41.85                             | CA Vic                                  | S.Soriano-A.Puig-M.Ruiz-M.Casanovas               | 47.91                                   | [ 2 ]       |
| LXXIII   | 1993 | FC Barcelona                      | Ll.Turón-D.Sanahuja-X.Paz-J.Font                                    | 41.19                             | CGB-L'Hospitalet                        | S.Fidalgo-V.Badia-G.Montagut-Y.Díaz               | 48.29                                   | [ 2 ]       |
| LXXIV    | 1994 | GEiEG                             | M.Magrans-L.Gràcia-A.Mayoral-J.Mayoral                              | 42.26                             | FC Barcelona                            | S.Hernández-A.Adosis-R.Martínez-M.Clares          | 48.29                                   | [ 2 ]       |
| LXXV     | 1995 | GEiEG                             | L.Gràcia-J.Pagans-J.Pibernat-R.de Prado                             | 42.32                             | FC Barcelona                            | M.Ruiz-S.Hernández-A.Adosis-E.Paniagua            | 48.08                                   | [ 2 ]       |
| LXXVI    | 1996 | FC Barcelona                      | J.Roda-X.Paz-F.Belmar-A.Andrade                                     | 42.45                             | AA Catalunya                            | N.Antunez-N.Martín-L.Ortí-E.Ruiz                  | 48.82                                   | [ 2 ]       |
| LXXVII   | 1997 | GEiEG                             | R.de Prado-A.Mayoral-J.Casadellà-L.Gràcia                           | 42.16                             | CN Poble Nou                            | B.Prados-M.Tort-E.Prieto-A.M.Megias               | 48.42                                   | [ 2 ]       |
| LXXVIII  | 1998 | GEiEG                             | J.Casadellà-R.de Prado-L.Gràcia-J.M.Gener                           | 41.95                             | Transp. T2- L'H-CNB                     | L.Gallardo-D.González-E.Zapatero-A.M.Megias       | 47.00                                   | [ 2 ]       |
| LXXIX    | 1999 | GEiEG                             | J.M.Gener-J.Pibernat-F.Canet-J.Mayoral                              | 41.15                             | AA Catalunya                            | L.Ortí-M.de Miguel-M.Valls-H.Cabrejas             | 49.32                                   | [ 2 ]       |
| LXXX     | 2000 | GEiEG                             | M.Julià-J.Pibernat-R.de Prado-J.Mayoral                             | 41.38                             | Integra 2-L'H-CNB                       | D.Etchenique-G.Sacristan-L.Forcadell-E.Zapatero   | 48.53                                   | [ 2 ]       |
| LXXXI    | 2001 | Integra 2-L'H-CNB                 | F.Bonfill-A.Andrade-M.Julià-A.Iranzo                                | 43.11                             | Integra 2-L'H-CNB                       | G.Sacristan-L.Trapero-E.Zapatero-M.Martí          | 48.37                                   | [ 2 ]       |
| LXXXII   | 2002 | AAC-UBAE                          | R.Sánchez-Ferrer-J.del Amo-A.Pàmies                                 | 41.74                             | AAC-UBAE                                | J.Coulibaly-A.Rodríguez-E.Arriscado-M.de Miguel   | 47.70                                   | [ 2 ]       |
| LXXXIII  | 2003 | AAC-UBAE                          | S.Fernández-A.Ferrer-A.Pàmies-D.Castellanos                         | 41.94                             | GEiEG                                   | L.Mayoral-E.Serra-M.Masferrer-S.Gràcia            | 49.02                                   | [ 2 ]       |
| LXXXIV   | 2004 | Integra 2-L'H-CNB                 | J.Quiñonez-J.Guzmán-R.Ferrer-M.Cabanas                              | 42.57                             | AAC-UBAE                                | M.de Miguel-J.Sánchez-N.Millán-A.Rodríguez        | 47.99                                   | [ 2 ]       |
| LXXXV    | 2005 | Unió Colomenca                    | S.Fernández-A.Borrero-J.del Amo-X.Bosch                             | 42.68                             | FC Barcelona                            | L.Trapero-P.Martínez-S.Miret-G.Piquer             | 49.26                                   | [ 2 ]       |
| LXXXVI   | 2006 | FC Barcelona                      | X.Ramos-M.Puigtió-J.Rabal-J.M.Gener                                 | 41.65                             | L'Hospitalet At.                        | M.Martín-L.Forcadell-O.Oji-A.Díez                 | 47.17                                   | [ 2 ]       |
| LXXXVII  | 2007 | FC Barcelona                      | M.Puigtió-J.Guzmán-J.Ramos-A.Aljarilla                              | 42.96                             | FC Barcelona                            | S.Miret-P.Martínez-E.Martín-L.Trapero             | 47.49                                   | [ 2 ]       |
| LXXXVIII | 2008 | FC Barcelona                      | P.Fradera-J.Rabal-J.Ramos-K.Sanyang                                 | 42.80                             | AA Catalunya                            | S.Alba-E.Arriscado-M.Miró-E.Fortes                | 49.50                                   | [ 2 ]       |
| LXXXIX   | 2009 | FC Barcelona                      | J.Ramos-E.Navarrete-J.Lozano-A.Aljarilla                            | 41.54                             | FC Barcelona                            | M.Miró-P.Martínez-E.Martín-C.Sanz                 | 46.76                                   | [ 2 ]       |
| XC       | 2010 | IIS-L'Hospitalet                  | G.Pasztor-A.Alférez-A.Puchol-A.Burrel                               | 43.20                             | AA Catalunya                            | M.Mesa-S.Alba-M.A.Fuentes-J.Costa                 | 49.68                                   | [ 2 ]       |
| XCI      | 2011 | FC Barcelona                      | N.De la Puente-R.Díez-P.Fradera-A.Megino                            | 41.79                             | IIS-L'Hospitalet                        | B.Indurain-A.Manzano-O.Oji-M.Vilches              | 48.38                                   | [ 2 ]       |
| XCII     | 2012 | AA Catalunya                      | S.Casadesús-R.Montejano-E.Pérez-S.Tomàs                             | 41.52                             | FC Barcelona                            | P.A.Martínez-P.Llistosella-C.Lara-A.Díez          | 46.71                                   | [ 2 ]       |
| XCIII    | 2013 | AA Catalunya                      | A.Kingue-E.Pérez-S.Tomàs-M.Sánchez                                  | 41.42                             | IIS-L'Hospitalet                        | A.Obradors-N.Camins-M.Vilches-O.Oji               | 47.54                                   | [ 2 ]       |
| XCIV     | 2014 | AA Catalunya                      | A.Kingue-R.Montejano-Ll.Vallejo-M.Sánchez                           | 42.23                             | AA Catalunya                            | A.Díez-E.E.Fortes-M.A.Fuentes-O.Rossell           | 47.65                                   | [ 2 ]       |
| XCV      | 2015 | AA Catalunya                      | M.A.Jalón-A.Kingue-S.Tomàs-R.Montejano                              | 41.65                             | IIS-L'Hospitalet                        | N.Camins-A.Obradors-M.Vicente-M.Vilches           | 47.58                                   | [ 2 ]       |
| XCVI     | 2016 | AA Catalunya                      | J.Fossas-A.Kingue-R.Montejano-E.Pérez                               | 41.71                             | AA Catalunya                            | A.Giménez-C.Gabaldón-M.Larriba-E.E.Fortes         | 48.95                                   | [ 2 ]       |
| XCVII    | 2017 | AA Catalunya                      | J.Fossas-A.Kingue-E.Pérez-G.Dembaga                                 | 42.01                             | IIS-L'Hospitalet                        | P.Trejo-A.Obradors-M.Vilches-M.Vicente            | 47.47                                   | [ 2 ]       |
| XCVIII   | 2018 | AA Catalunya                      | J.Fossas-I.Gómez-S.Tomàs-A.Kingue                                   | 41.12                             | IIS-L'Hospitalet                        | A.Obradors-P.Trejo-M.Vilches-N.Vila               | 47.16                                   | [ 2 ]       |
| XCIX     | 2019 | Lleida UA                         | J.Belenguer-R.García-P.A.Sáez-A.Valle                               | 41.54                             | Avinent Manresa                         | M.Clemente-P.Raul-L.Sola-M.Tarragó                | 47.13                                   | [ 2 ]       |
| C        | 2020 | CA Molins                         | A.Alsina-R.Junoy-F.Pedrola-M.Pizarro                                | 43.63                             | Avinent Manresa                         | M.Clemente-L.Sola-M.Tarragó-M.Pujol               | 49.54                                   | [ 2 ]       |
| CI       | 2021 | Cornellà At.                      | B.Canet-M.Galé-A.Reina-I.Martín                                     | 41.83                             | AA Catalunya                            | C.Gabaldón-P.Gaínza-E.Garrida-A.F.Sabou           | 47.53                                   | [ 2 ]       |
| CII      | 2022 | Barcelona Atlsme.                 | S.Ruiz-J.C.Brito-M.Crespi-G.Crespi                                  | 41.45                             | Cornellà At.                            | L.Núñez-N.Núñez-M.Tovar-A.López-Pinto             | 47.78                                   | [ 2 ]       |
| CIII     | 2023 | Cornellà At.                      | B.Canet-M.Galé-Q-Pérez-A.Reina                                      | 41.63                             | AA Catalunya                            | C.Gabaldón-A.F.Sabou-L.Monforte-C.Camara          | 46.60                                   | [ 2 ]       |
| CIV      | 2024 | Cornellà At.                      | B.Canet-P.Ferrer-M.Galé-A.Reina                                     | 40.74                             | AA Catalunya                            | C.Camara-L.Monforte-D.Moreno-A.F.Sabou            | 46.15                                   | [ 2 ]       |

1. ↑  Federació d'Alumnes i Exalumnes dels Grups Escolars.